# 連尼治機場空難
2001年10月8日，北歐航空686號班機於意大利米蘭連尼治機場（Aeroporto di Milano-Linate）起飛，準備前往丹麥哥本哈根，執行該航班的是麥道MD-87。但飛機在跑道加速時，卻撞上一架準備前往法國巴黎的一架塞斯納引證二型（Citation II）公務噴射機，兩機共114人全部罹難，事件更波及地面其中8人，造成4死4傷。該事件後來又被稱作“連尼治機場空難”。

## 事件經過
2001年10月8日當天，米蘭連尼治機場籠罩著大霧，令機場能見度約50公尺左右。
一架北歐航空營運的MD-87客機準備起飛前往丹麥哥本哈根，該機沿著與36R跑道平行之滑行道經R4滑行道準備起飛，獲得起飛許可之後，於36R跑道头加速起飛。另一方面，塔臺指示一架賽斯納小型噴射公務機從該機停放之停機坪，沿R5滑行道滑行至另一个停机坪。但該機卻誤闖R6滑行道，接著侵入36R跑道。早上8點10分，在距离36R跑道头1500公尺處，北歐航空686班機速度達到V1、准备拉機鼻离地時相撞。
准备离地的MD-87機鼻輪迎面撞上塞斯納的尾翼，接著左主起落架撞斷塞斯納右翼，而右起落架直接貫穿塞斯納的機艙，接著MD-87失去右側發動機。塞斯纳公务机上的一名乘客于撞击时当场死亡，而另一名乘客和两名飞行员于撞击中幸存下来，但三人之后被搜救人员发现时均已死亡，可能是在撞击后因爆炸被炸死或吸入過多濃煙嗆死。
MD-87的機長試圖讓飞机繼續升空。但在空中飛行爬升約9秒鐘、离地约40英尺後，因左側發動機吸入過多碎片，飛機没有足够動力继续爬升，坠回地面。之后机长打开了发动机的反向推力器并试图刹车让飞机减速，但无能为力。最后客机以時速250.7公里墜毀於跑道末端的行李倉庫，斷成三截後迅速爆炸，機上104名乘客和6名機組員全數罹難。撞上的倉庫內共有4名工人也因此死亡，且有4名工人受傷。
在失事當下，塔臺因濃霧並未立刻察覺發生對撞事故，直到事故後三分鐘左右，海關人員發現受傷的地勤人員求救，塔臺才驚覺發生事故，展開救援并停止飞机起降。但在跑道上遭撞的賽斯納公務機，卻在搜救許久之後才被發現。
事故总共造成118人死亡：北欧航空MD-87客机上110人、塞斯纳公务机上4人和地面仓库内4人。地面仓库内另有4人受伤。MD-87客机上有54人严重烧伤，主要集中于飞机后部。客机上所有人均死于撞击，而不是之后的火灾。

## 遇難者

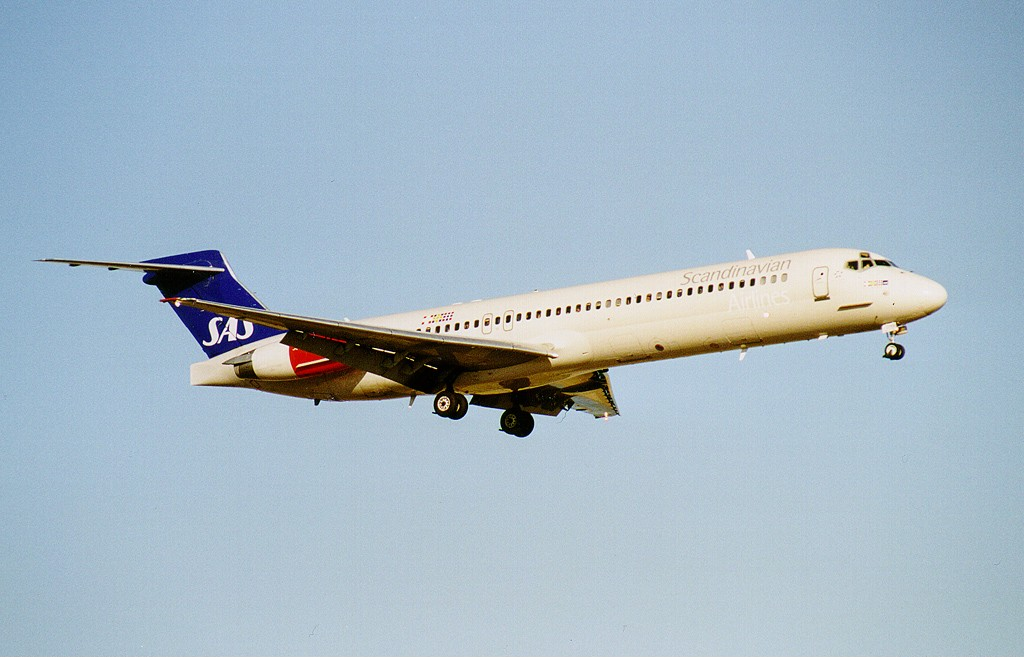
空難中墜毀的MD-87客機

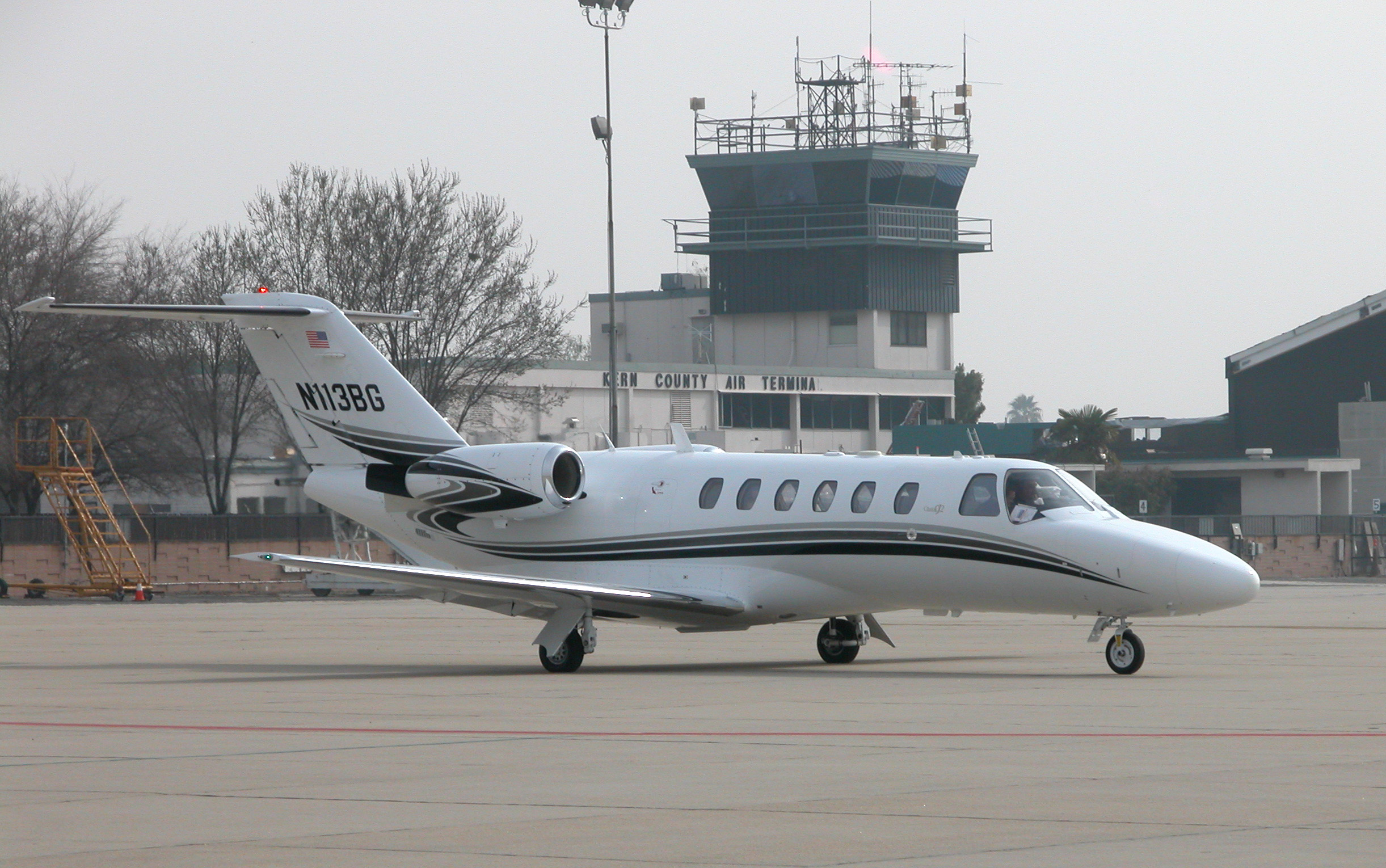
與空難中遭客機撞毀的西斯納「引證二型」噴射機的相同機型的飛機

此次空難中的遇難者來自九個不同國家，其中多數來自意大利及北歐國家。事後，丹麥、挪威、瑞典及意大利各自舉行了追思活動。
2002年3月，為紀念此次空難，代表118個遇難者的118棵山毛櫸在接近連尼治機場的費萊尼尼公園種下，組成了連尼治空難紀念林“Bosco dei Faggi（山毛櫸林）”。同年10月8日即連尼治空難一周年紀念日，一座名為“Dolore Infinito”（意為“無盡痛苦”）的雕塑在紀念林中央落成。
| 國籍     | 北歐航空客機上 | 北歐航空客機上 | 塞斯納機上 | 塞斯納機上 | 地面 | 共計 |
| 國籍     | 乘客           | 機組           | 乘客       | 機組       | 地面 | 共計 |
| -------- | -------------- | -------------- | ---------- | ---------- | ---- | ---- |
| 丹麦     | 16             | 3              | —          | —          | —    | 19   |
| 芬兰     | 6              | –              | —          | —          | —    | 6    |
| 德国     | —              | —              | —          | 2          | —    | 2    |
| 義大利   | 58             | —              | 2          | —          | 4    | 64   |
| 挪威     | 3              | —              | —          | —          | —    | 3    |
| 羅馬尼亞 | 1              | —              | —          | —          | —    | 1    |
| 南非     | 1              | —              | —          | —          | —    | 1    |
| 瑞典     | 17             | 3              | —          | —          | —    | 20   |
| 英国     | 2              | —              | —          | —          | —    | 2    |
| 合計     | 104            | 6              | 2          | 2          | 4    | 118  |

## 原因

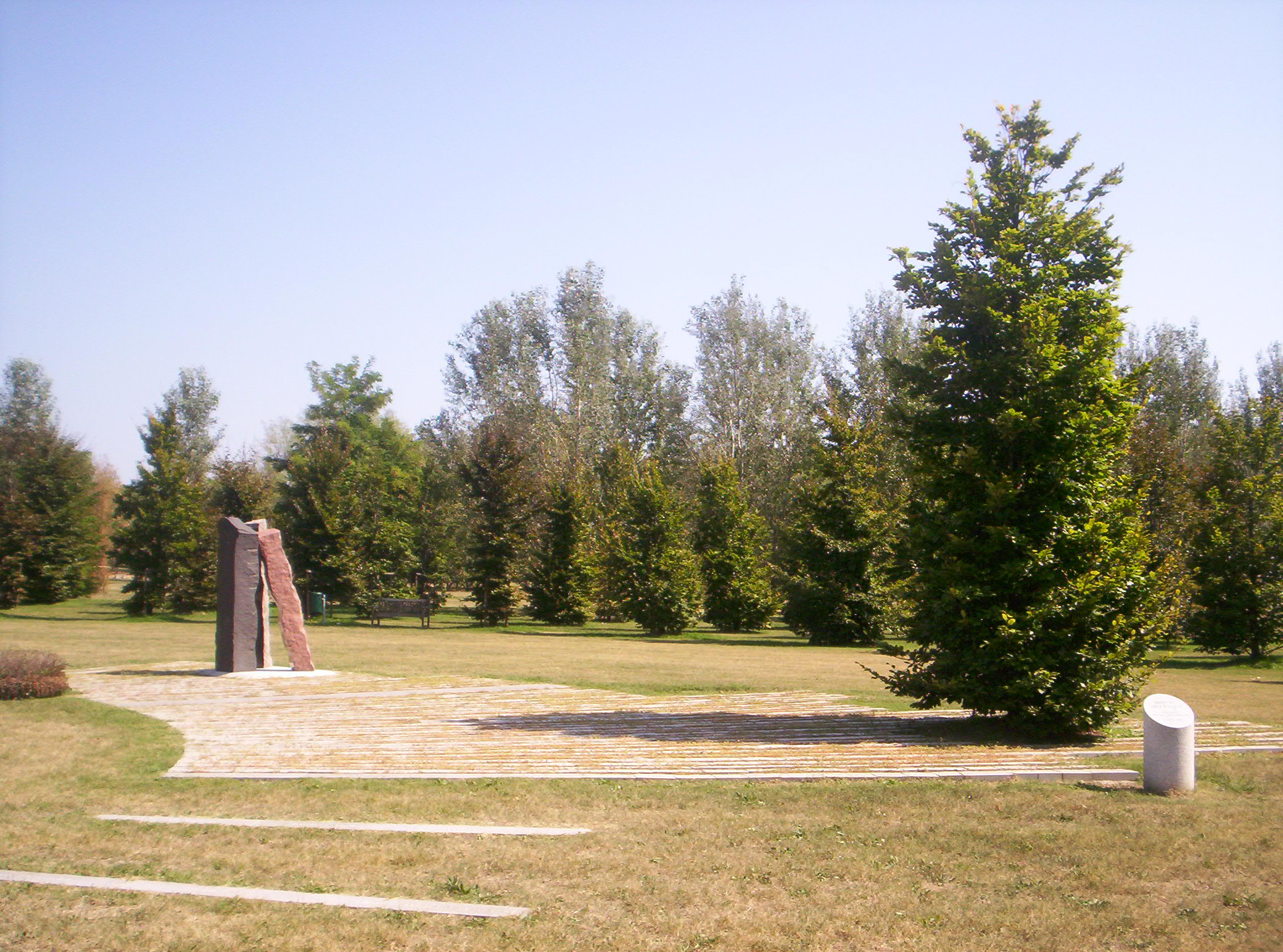
位於連尼治機場附近的連尼治空難紀念林

意外發生時，正值911事件發生不足一個月，之前一天亦正是阿富汗戰爭的開端，因此令很多人相信這是一次恐怖襲擊，但這可能性隨著調查展開而被排除了。
經義大利與北歐航空聯合調查，將此空難主因規於航管員管理疏失、訓練不足，以及機場設備未完善。
涉事的北歐航空MD-87客機，經錄音證實，該機確實獲得塔台的起飛許可，直到失事前均未違反任何規定，且該機組員努力挽救飛機，成為此事件最大受害者。遭撞的賽斯納公務機，雖誤闖主跑道，但由於航管員用詞不明確，且未加以確認該機位置，導致此空難發生。調查員認為賽斯納班機誤闖跑道行為雖為事故主因，但並非引發事件的原因。
調查員調查後，將責任與原因歸屬兩者：
- 調查員檢查連尼治機場時，發現該機場之航管設施完全不足。地面標線之模糊程度，在視野良好情況下亦無法明確分辨；機場導引設施不完善，部分訊號燈遭雜草遮掩，與標準不符，無法提供正確指示；跑道上出現未標記於機場平面圖的標誌，導致平面圖與實際情況不一致，使平面圖毫無參考價值；機場為避免警報頻頻遭動物及地勤車輛誤觸，在未考量飛安情況下，關閉避免偵測飛機之動作警報器；另也發現機場未安裝購買已久，能夠偵測於地面滑行飛機的地面雷達。

- 調查員調閱塔台對話紀錄時，發現航管員因為訓練不足，未熟悉機場之滑行道的標示，導致該機場航管員無法明確引導飛機滑行正確位置，且航管員用詞容易誤解，容易造成使用該機場之機組員的混淆。

調查員調查所有文件後，發現連尼治機場發生的跑道入侵事件頻率之高，一週至少發生一起以上，但所幸視野良好，大部分的客機都能在發現侵入前避免事故發生。調查員認為這已嚴重影響飛行安全，但該機場卻從未予以改善，直到2001年10月8日這天，因為大霧造成的視野不佳，種種的條件湊合之下，終究導致悲劇發生。
2004年4月16日，米蘭法院宣判涉案的4人有罪，包括機場的經理Vincenzo Fusco及航管員Paolo Zacchetti 都被判入獄8年；前航管員Sandro Gualano被判入獄6年半。

## 外部連結
- Aviation Safety Network 報告 （页面存档备份，存于）
- 回看連尼治
- 意大利電視新聞有關連尼治空難 （意大利文）
- 來自AirDisaster.Com的意外照片